# Meridià 9 a l'est
El meridià 9 a l'est de Greenwich és una línia de longitud que s'estén des del pol Nord a través de l'oceà Àrtic, Europa, l'Àfrica, l'oceà Atlàntic, l'oceà Antàrtic i Antàrtida al pol Sud.
El meridià 9 a l'est forma un cercle màxim amb el meridià 171 a l'oest.
Com tot els altres meridians, la seva longitud correspon a una semicircumferència terrestre, són 20.003,932 km. Al nivell de l'equador, la seva distància del meridià de Greenwich és de 1.002 km

## De Pol a Pol
Des del pol Nord i dirigint-se cap al sud fins al pol Sud, el meridià 9 a l'Est passa per:
| Coordenades                           | País, territori o mar | Notes                                                                     |
| ------------------------------------- | --------------------- | ------------------------------------------------------------------------- |
| 90° 0′ N, 9° 0′ E / 90.000°N,9.000°E  | Oceà Àrtic            |                                                                           |
| 81° 9′ N, 9° 0′ E / 81.150°N,9.000°E  | Oceà Atlàntic         |                                                                           |
| 63° 39′ N, 9° 0′ E / 63.650°N,9.000°E | Noruega               | Entrant a Hitra a Sør-Trøndelag. Sortint a Tverrdalsøya a Aust-Agder.     |
| 58° 34′ N, 9° 0′ E / 58.567°N,9.000°E | Skagerrak             |                                                                           |
| 57° 9′ N, 9° 0′ E / 57.150°N,9.000°E  | Dinamarca             | Vendsyssel-Thy                                                            |
| 57° 1′ N, 9° 0′ E / 57.017°N,9.000°E  | Limfjord              |                                                                           |
| 56° 50′ N, 9° 0′ E / 56.833°N,9.000°E | Dinamarca             | Jutlàndia                                                                 |
| 54° 53′ N, 9° 0′ E / 54.883°N,9.000°E | Alemanya              | Just a l'oest del transmissor de senyal temporal DCF77                    |
| 47° 41′ N, 9° 0′ E / 47.683°N,9.000°E | Suïssa                |                                                                           |
| 45° 59′ N, 9° 0′ E / 45.983°N,9.000°E | Itàlia                | Per uns 2km                                                               |
| 45° 58′ N, 9° 0′ E / 45.967°N,9.000°E | Suïssa                | Per uns 16km                                                              |
| 45° 50′ N, 9° 0′ E / 45.833°N,9.000°E | Itàlia                |                                                                           |
| 44° 23′ N, 9° 0′ E / 44.383°N,9.000°E | Mar Mediterrània      | Mar Lígur                                                                 |
| 42° 39′ N, 9° 0′ E / 42.650°N,9.000°E | França                | Illa de Còrsega                                                           |
| 41° 29′ N, 9° 0′ E / 41.483°N,9.000°E | Mar Mediterrània      | Estret de Bonifacio                                                       |
| 41° 7′ N, 9° 0′ E / 41.117°N,9.000°E  | Itàlia                | Illa de Sardenya                                                          |
| 39° 0′ N, 9° 0′ E / 39.000°N,9.000°E  | Mar Mediterrània      | Passa just a l'est de Djalita, Tunísia                                    |
| 37° 7′ N, 9° 0′ E / 37.117°N,9.000°E  | Tunísia               |                                                                           |
| 32° 8′ N, 9° 0′ E / 32.133°N,9.000°E  | Algèria               |                                                                           |
| 21° 47′ N, 9° 0′ E / 21.783°N,9.000°E | Níger                 |                                                                           |
| 12° 50′ N, 9° 0′ E / 12.833°N,9.000°E | Nigèria               |                                                                           |
| 5° 57′ N, 9° 0′ E / 5.950°N,9.000°E   | Camerun               |                                                                           |
| 4° 5′ N, 9° 0′ E / 4.083°N,9.000°E    | Oceà Atlàntic         | Golf de Guinea - Passa just a l'est de l'illa de Bioko, Guinea Equatorial |
| 0° 39′ S, 9° 0′ E / 0.650°S,9.000°E   | Gabon                 |                                                                           |
| 1° 19′ S, 9° 0′ E / 1.317°S,9.000°E   | Oceà Atlàntic         |                                                                           |
| 60° 0′ S, 9° 0′ E / 60.000°S,9.000°E  | Oceà Antàrtic         |                                                                           |
| 69° 55′ S, 9° 0′ E / 69.917°S,9.000°E | Antàrtida             | Terra de la Reina Maud, reclamat per Noruega                              |